# MHC Purmerend
MHC Purmerend is een Nederlandse hockeyclub uit de Noord-Hollandse plaats Purmerend.
De club werd opgericht op 17 april 1978 en speelt op Sportpark De Munnik waar ook een atletiekvereniging is gevestigd. Het eerste damesteam komt in het seizoen 2019/20 uit in de Derde klasse van de KNHB. Het eerste herenteam in de Tweede klasse.